# Kalasan
Kalasan (en indonesi: Candi Kalasan), també anomenat Candi Kalibening, és un temple budista del segle VIII de Java Central, a Indonèsia. És a 13 km a l'est de Yogyakarta, en el camí cap al temple Prambanan, al sud de la carretera principal Halen Solo entre Yogyakarta i Surakarta. Pertany al districte de Kalasan de Sleman Regency.

## Història

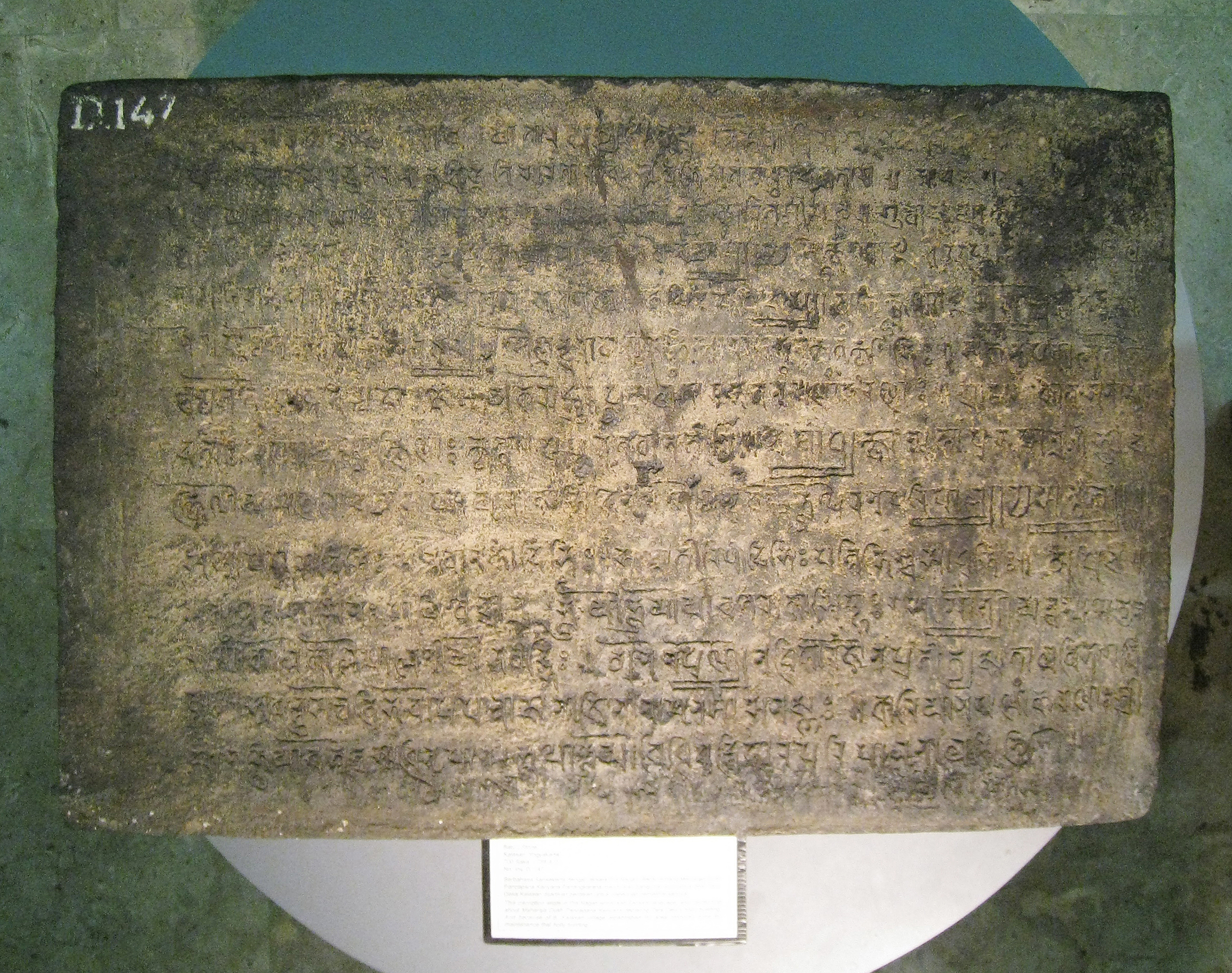
Inscripció Kalasan datada del 778, escrita en sànscrit amb alfabet Pranagari

Segons la Inscripció Kalasan, datada del 778, escrita en sànscrit amb alfabet Pranagari, el temple fou erigit per voluntat de Guru Sang Tall Sailendravamçatilaka (mestre del rei, família de la dinastia Sailendra) que va persuadir el maharajà Tejapurnapana Panangkaran —anomenat en una altra part de la inscripció com a Kariyana Panangkaran— per a construir Tarabhavanam, un edifici sagrat per a la dea Bodhisattva Tara, i també per a construir un vihara per a monjos budistes del regne de la família Sailendra. Panangkaran va cedir el poble de Kalaça a la comunitat monàstica budista (sangha).
D'acord amb la data de la inscripció, el Temple de Kalasan és el més antic dels construïts a la plana de Prambanan. Malgrat haver estat renovat i parcialment reconstruït durant l'època colonial holandesa, ara es troba en males condicions, en comparança amb altres temples propers, com els de Prambanan, Sewu i Sambisari.

## Arquitectura

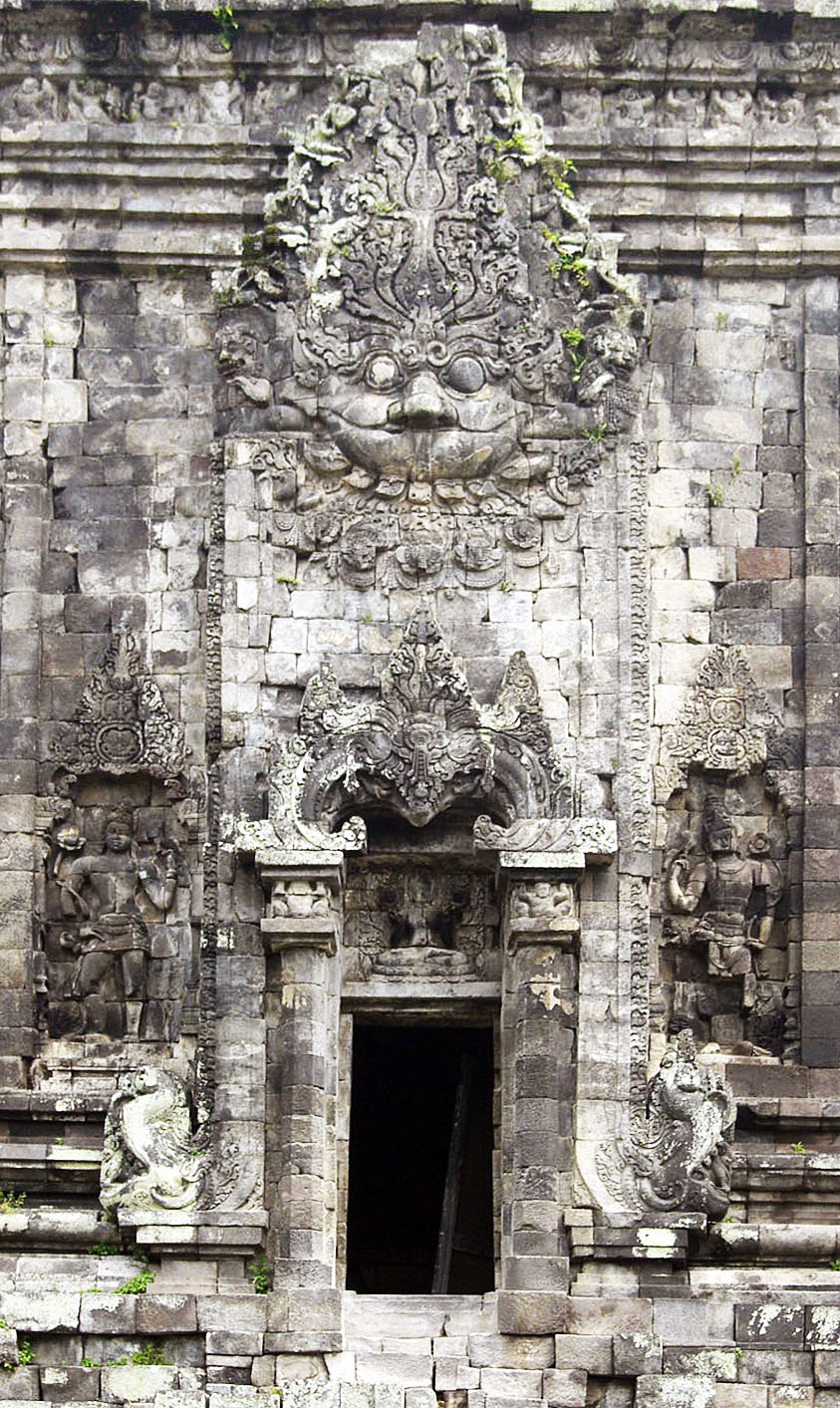
El cap de Kala gegant, a la porta sud

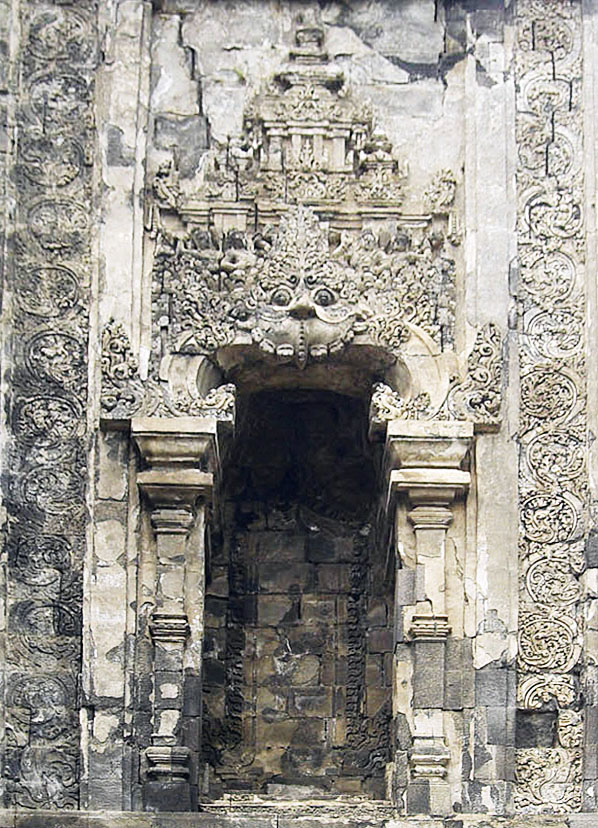
Una fornícula a la paret del temple amb talles de Kala gegant i escenes de deïtats

El temple es troba en un subsol quadrat de 14,20 m. La planta té forma de creu i està dissenyada com un polígon de dotze angles. Cada punt cardinal té escales i portes decorades amb Kala-Makara i cambres de 3,5 metres quadrats. No n'hi ha estàtues a les habitacions més petites orientades al nord, a l'oest i al sud; però els pedestals de lotus indiquen que les habitacions havien sostingut estàtues de Bodhisattva. El temple està ricament decorat amb figures budistes. La cara del Kala sobre la porta sud és un exemple de l'art en pedra dels artistes de Java Central de fa un mil·lenni. Els nínxols on s'haurien col·locat les estàtues són dins i fora del temple i adornaven una paret exterior intricadament tallada amb Kala i divinitats en escenes que representen el suargà, el palau celestial dels déus, Apsara i Gandharva.
El sostre del temple té tres seccions. Els inferiors s'adapten a la forma poligonal del cos i contenen petites fornícules amb estàtues de Boddhisatva assegut en lotus. Cada nínxol està coronat amb stupes. La part mitjana del sostre és de forma octogonal. Cada un d'aquests vuit costats adornats amb fornícules té l'estàtua d'un dels cinc budes Dhyani flanquejada per dos Boddhisatva dempeus. La part superior del sostre és quasi circular i també té 8 nínxols coronats amb un únic stupa gran. L'aspecte octogonal de l'estructura ha portat a especular sobre els elements no budistes del temple, com algunes interpretacions de l'estructura del Borobudur primigeni.
El temple està orientat a l'est, amb la cambra oriental que també serveix d'accés a la sala central principal, on hi ha un pedestal de lotus i un tron tallat amb figures de makara, lleons i elefants, semblants als funerals del tron de Buda Vairocana del Temple de Mendut. D'acord amb la Inscripció Kalasan, el temple albergava l'estàtua gran —probablement de 4 m d'alçada— de la Bodhisattva Tara. Pel disseny del tron, segurament l'estàtua de la dea estava era asseguda i feta de bronze, que degué sofrir el mateix destí que l'estàtua de bronze de Buda del Temple Sewu: saquejada per a ferralla.
A la paret exterior del temple es van trobar restes de guix anomenats vajralepa ('guix de diamant'). La mateixa substància també es troba en el proper Temple de Sari. El guix blanc groguenc s'hi aplicava per a protegir la paret del temple, tot i que ara s'ha desgastat.
El temple és en una planícia de Prambanan, rica en restes arqueològiques. A uns centenars de metres al nord-est del Temple de Kalasan, es troba el de Sari. Candi Sari deu ser el monestir esmentat en la Inscripció Kalasan. Més a l'est hi ha el Temple de Prambanan, el de Sewu i el de Plaosan.(5)